# Chiesa dei Santi Vito e Modesto (Burago di Molgora)
La chiesa dei Santi Vito e Modesto è la parrocchiale di Burago di Molgora, in provincia di Monza e Brianza ed arcidiocesi di Milano; fa parte del decanato di Vimercate.

## Storia
La prima citazione di una chiesa a Burago, dedicata al solo San Vito, è da ricercare nel Liber Notitiae Sanctorum Mediolani, scritto da Goffredo da Bussero sul finire del XIII secolo, in cui si legge che essa era filiale della pieve di Vimercate; tale situazione è confermata nella Notitia Cleri del 1398.
Nel 1570 il visitatore Leonetto Chiavone trovò la cappella piuttosto malandata, senza la sagrestia e senza il fonte battesimale; nel 1581 l'arcivescovo Carlo Borromeo annotò che la stessa versava in condizioni pessime, essendo priva perfino del soffitto, e ordinò pertanto di provvedere alla sua risistemazione.
Durante la sua visita pastorale, nel 1606 l'arcivescovo Federico Borromeo annotò che la parrocchiale era stata restaurata; nel 1608 vennero realizzate due cappelle laterali.
Nel 1742 iniziò un intervento di rimaneggiamento, che fu portato a termine nel 1756; dalla relazione della visita di quell'anno dell'arcivescovo Giuseppe Pozzobonelli si apprende che la parrocchiale, avente come filiale l'oratorio di Sant'Antonio Abate, era sede delle confraternite del Santissimo Sacramento e del Santissimo Rosario. Allora i fedeli ammontavano a 463, scesi poi a 424 nel 1780.
Tra il 1828 e il 1881 la chiesa venne interessata da un rifacimento, che la portò a tre navate; nel 1900 l'arcivescovo Andrea Carlo Ferrari, compiendo la sua visita pastorale, trovò che la parrocchiale era sede della sola confraternita del Santissimo Sacramento. Nella seconda metà del XX secolo l'edificio venne restaurato.

## Descrizione

### Esterno
La facciata a salienti della chiesa, rivolta a ponente, è suddivisa da una cornice marcapiano in due registri, entrambi scanditi da lesene; quello inferiore, caratterizzato dal portale maggiore sormontato da un timpano decorato con un mosaico, mentre quello superiore presenta tre finestre a tutto sesto oppilate ed è coronato dal frontone.
Il campanile a base quadrata si erge sul basamento a scarpa ed è abbellito da lesene angolari; la cella presenta una monofora ed è coronata dalla guglia piramidale.

### Interno
L'interno dell'edificio è suddiviso in tre navate da pilastri sorreggenti archi a tutto sesto, sopra cui corre la cornice modanata sulla quale s'imposta la volta; al termine dell'aula si sviluppa il presbiterio, a sua volta chiuso dall'abside semicircolare.